# Estrecho de Ítaca
El Estrecho de Ítaca (en griego: Στενό Ιθάκης, Steno Ithakis) es un estrecho que separa las islas de Kefalonia en el oeste y el este de Ithaca. El estrecho tiene unos 20 km de largo y una anchura de 4 a 6 km. Corre de sur a norte, a partir del Cabo Dichalia y el Cabo Agios Andreas (al noreste de Sami y la Bahía de Agia Effimia) y hasta el Cabo  Viotis el y Cabo Exogi (al norte de Fiskardo). La ruta de navegación que une los puertos de Sami y Fiskardo se encuentra en este estrecho. El estrecho conecta con el Mar Jónico en ambos lados. El Agia Effimia y las bahías de los sami se encuentran hacia el suroeste.